# Bobby Wanzer
Robert Francis „Bobby” Wanzer (ur. 4 czerwca 1921 w Nowym Jorku, zm. 23 stycznia 2016 w Pittsford) – amerykański koszykarz, występujący na pozycjach rozgrywającego lub rzucającego obrońcy, mistrz NBA z 1951, zaliczony do drugiego składu najlepszych zawodników NBA, późniejszy trener, członek Koszykarskiej Galerii Sław im. Jamesa Naismitha.

## Osiągnięcia
College
- Zaliczony do Akademickiej Galerii Sław Koszykówki (2006)[5]

NBL
- Wicemistrz NBL 1948[6]

NBA
- Mistrz NBA (1951)[7]
- Uczestnik meczu gwiazd:
  - NBA (1952–1956)[8]
  - Legend NBA (1964)[9]
- Wybrany do:
  - II składu NBA (1952–54)[3]
  - Koszykarskiej Galerii Sław im. Jamesa Naismitha (Naismith Memorial Basketball Hall Of Fame – 1987)[4]
- Lider w skuteczności rzutów wolnych:
  - sezonu regularnego (1952)[10]
  - play-off (1952)[11]